# Park krajobrazowo-wypoczynkowy „Grzybek”

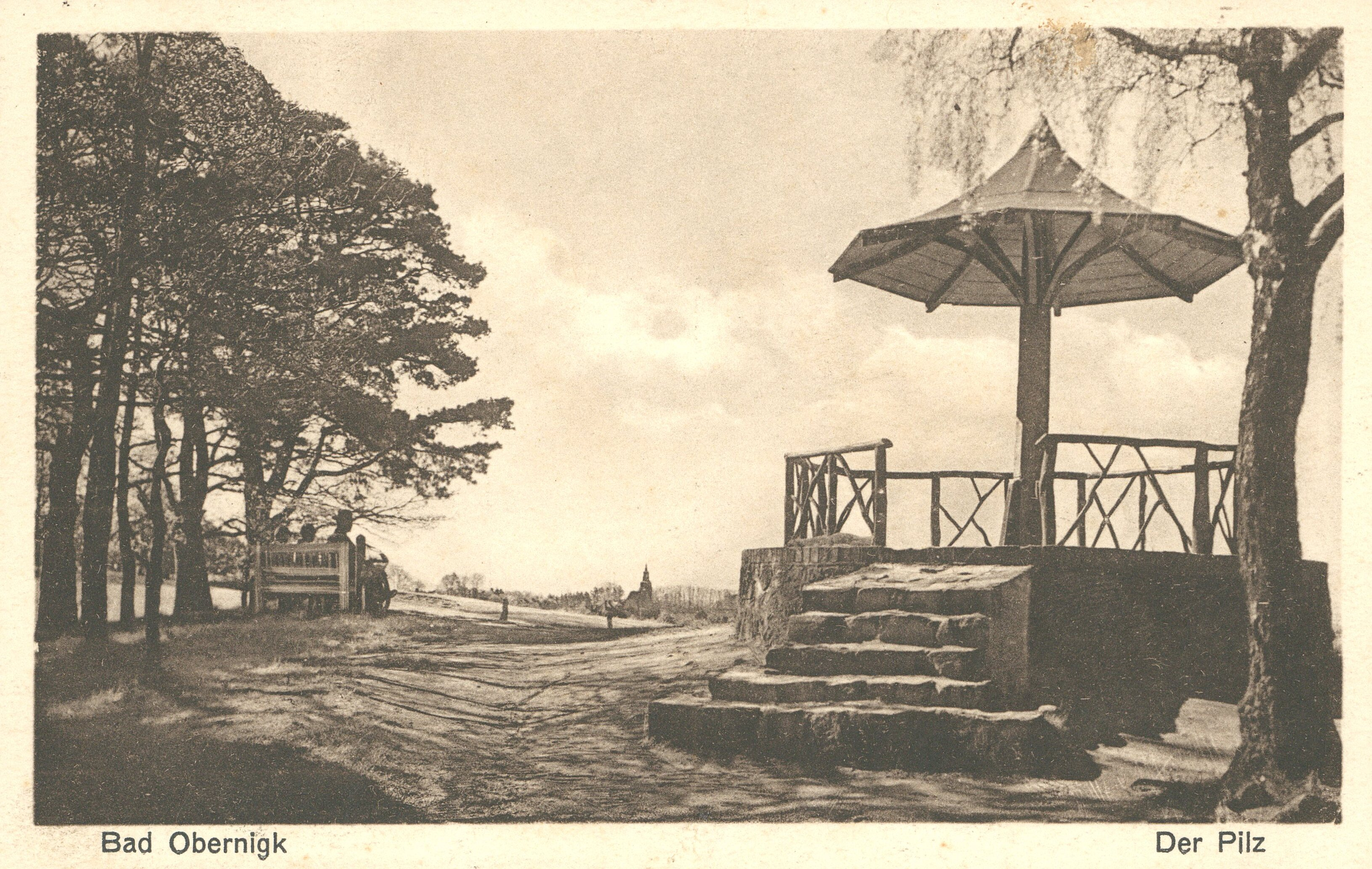
Grzybek (między 1910 a 1914 r.)

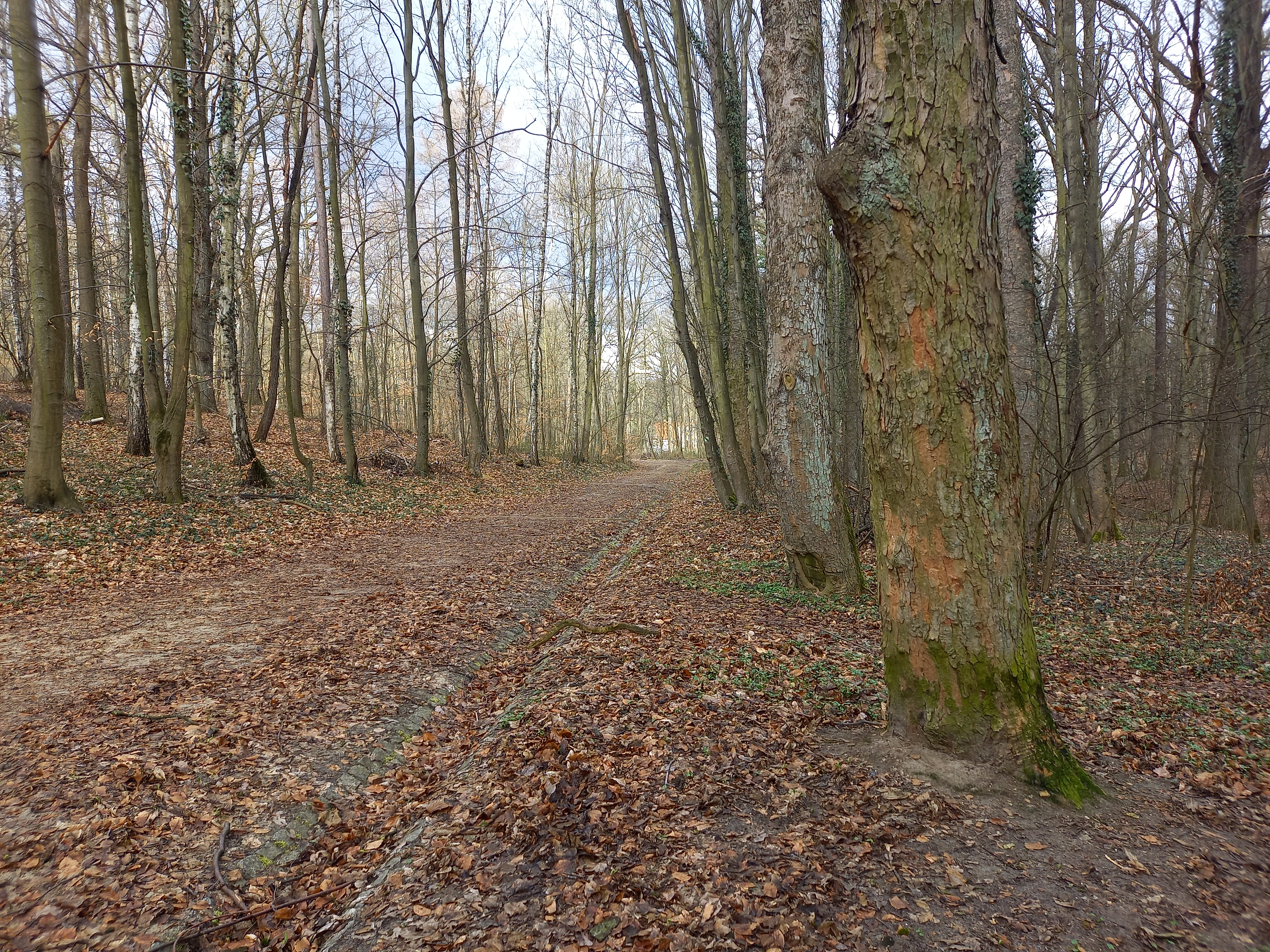
droga w kierunku ul. Parkowej

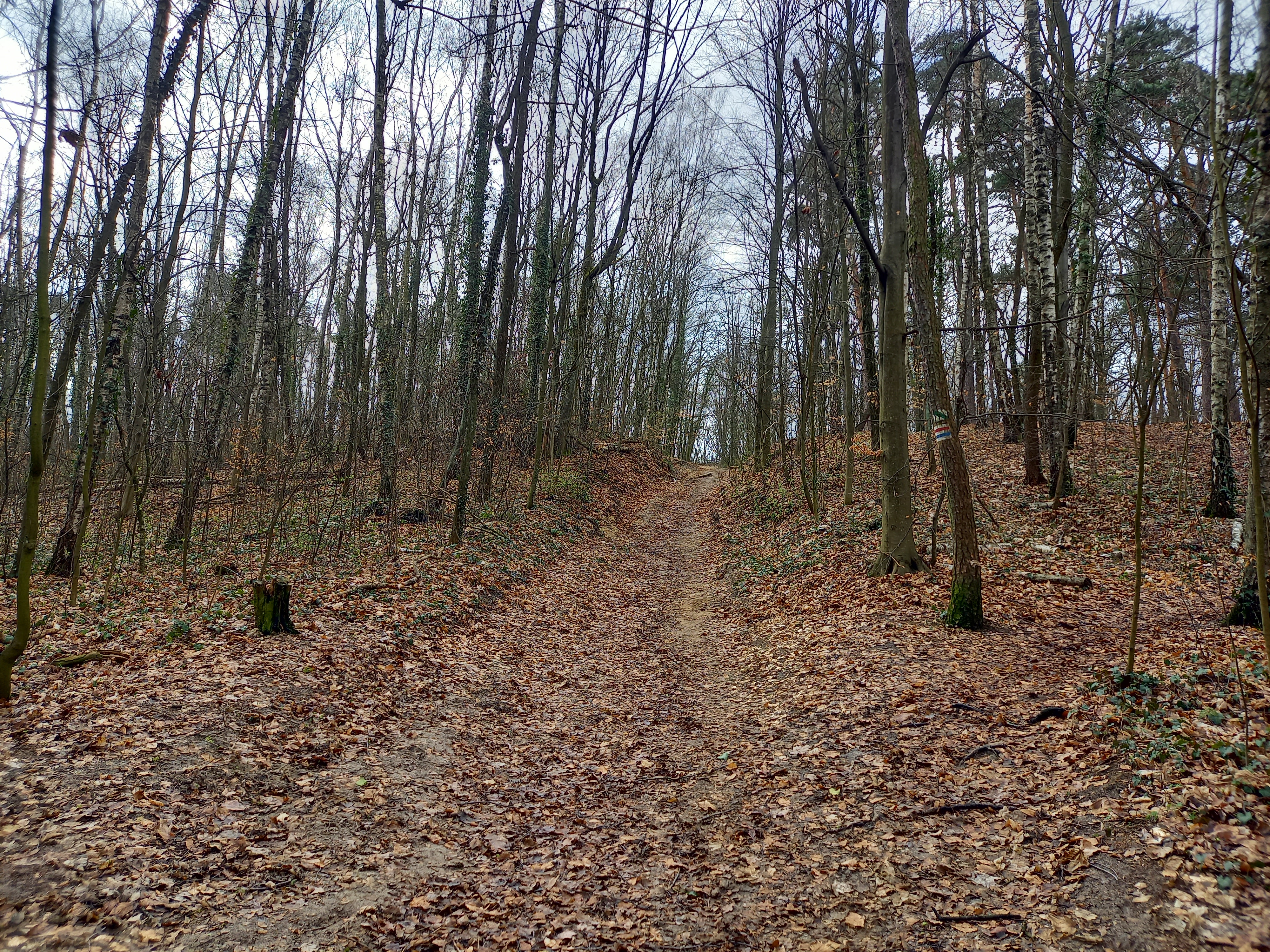
stok północy Grzybka

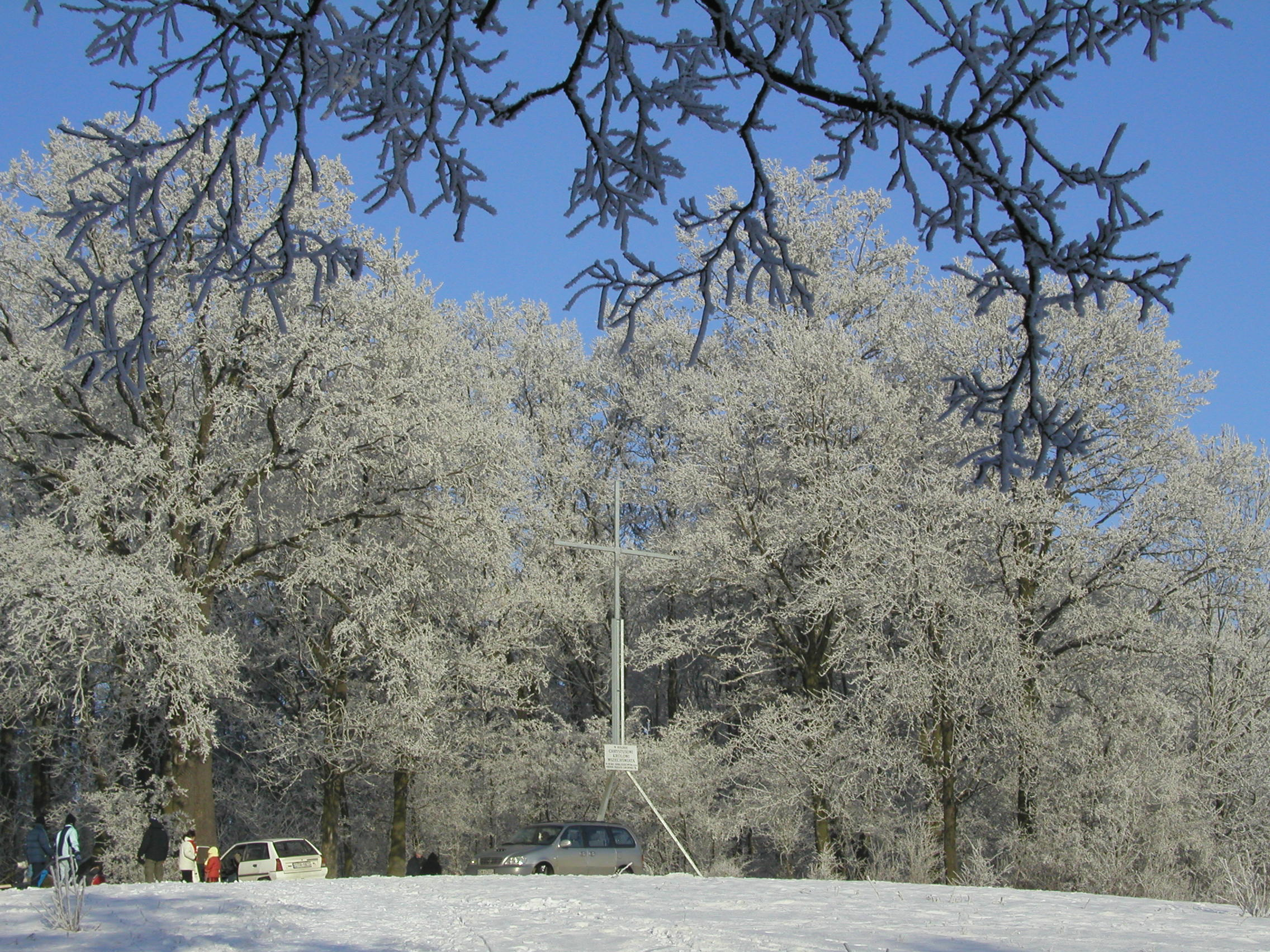
Krzyż na masywie Grzybka

Park krajobrazowo-wypoczynkowy „Grzybek” – park leśny (las, park) położony w Obornikach Śląskich. Spotyka się także określenie park leśny „Grzybek” i inne. Obejmuje zwarty kompleks leśny na masywie wzgórz z takimi wierzchołkami jak Grzybek i Góra Holtei’a, należącymi do Wzgórz Trzebnickich, w mikroregionie Grzbiet Trzebnicki. Ma 120 ha powierzchni. Przez teren ten prowadzą szlaki turystyczne i ścieżka dydaktyczna.

## Położenie
Park leży na masywie wzgórz z takimi wierzchołkami jak Góra Holtei’a  o wysokości bezwzględnej wynoszącej 217,0 m n.p.m. i Grzybek o wysokości bezwzględnej wynoszącej 202,0 m n.p.m., w paśmie Wzgórz Trzebnickich. Masyw ten należy mikroregionu Grzbiet Trzebnicki (mikroregion o indeksie 318.444) w ramach mezoregionu Wzgórz Trzebnickich (mezoregion o indeksie 318.44) należącego do Wału Trzebnickiego (makroregion o indeksie 318.4). Pod względem podziału administracyjnego jest on położony w Gminie Oborniki Śląskie, powiecie Trzebnickim, województwie Dolnośląskim, w północno-wschodniej części obszaru miasta Oborniki Śląskie. Las ten leży w obrębie leśnym Oborniki Śląskie, leśnictwo Rościsławice. Natomiast według regionalizacji przyrodniczo-leśnej obszar ten położony jest w mezoregionie Wzgórz Trzebnicko-Ostrzeszowskich. Las od południa i zachodu otoczony jest miastem natomiast od północy i wschodu użytkami rolnymi.

## Nazwa i określenia
W różnych publikacjach można spotkać następując nazwy i określenia parku:
- Park krajobrazowo-wypoczynkowy „Grzybek”[5][16][20]
- Park krajobrazowo-przyrodniczy Grzybek[21]
- Park przyrodniczy „Grzybek”[22]
- park leśny „Grzybek”[2][23]
- Las „Grzybek”[19]
- Park Grzybek[24]
- Tereny spacerowe Grzybek[25]
- „Grzybek”[26][27].

Przed II wojną światową niemiecka nazwa lasu brzmiała Sittenwald i pochodziła od nazwy miejscowości Sitten, tj. Żytno (współcześnie część miasta Oborniki Śląskie), po wojnie Las Żytnowski, a także Las Sitowie.

## Charakterystyka
„Grzybek” zajmuje obszar o polu powierzchni wynoszącym 120 ha (ponad 100 ha). Jest to obszar leżący na wzgórzach pokryty lasami i łąkami, ale znajdujący się stosunkowo blisko centrum miasta. Tutejszą rzeźbę terenu określa się jako bardzo urozmaiconą, a pokrywającą ją roślinność jako różnorodną. Znajdują się tu takie miejsca jak punkty widokowe, duże przestrzenie otwarte z łąkami, gęste lasy, wąwozy lessowe, stare stawy, tworzące się torfowiska i leśne strumyki. Pośród lasów spotyka się tu szerokie spektrum lasów występujących w klimacie umiarkowanym, w tym bory, łęgi, dąbrowy, olszyny. Pośród drzew spotyka się okazy o charakterze pomnikowym dla takich między innymi gatunków jak dęby, jesiony, jawory, modrzewie, kasztanowce. W składzie gatunkowym pojawiają się także rzadko spotykane rośliny zarówno pochodzące z północny, a stanowiące relikty polodowcowe, jak i z południa Europy, przykładowo kasztan jadalny. Wyróżniającymi się miejscami w lesie jest Polana Siedmiu Dębów oraz Bukowa Katedra.
Utworzona ścieżka dydaktyczno-przyrodnicza „Na Grzybek” przebiega częściowo przez park. Ścieżka została wyznakowana w 2002 r.. Ma około 5 kilometrów długości i 9 stacji. Prowadzą tędy także różne szlaki turystyczne, w tym szlaki piesze i rowerowe, między innymi Główny szlak Gór Kocich i Szlak „Kocich Gór” prowadzący przez Polanę Siedmiu Dębów i Źródło Wolfganga. Park wskazywany jest jako miejsce spacerów i wypoczynku. W 2015 r. masyw Grzybka był wymieniany przez część mieszkańców jako miejsce najbardziej atrakcyjne w gminie.

## Dawne uzdrowisko
Przy zachodniej stronie lasu położona jest przedwojenna zabudowa, która wówczas powstała z myślą o utworzeniu i prowadzeniu tu uzdrowiska. Było to pierwsze w mieście sanatorium – Sitten, Sittenbad – przy dzisiejszej ulicy Parkowej. Część kompleksu leśnego pełniła funkcję parku zdrojowego. Był to zagospodarowany i urządzony fragment lasu służący wypoczywającym tu kuracjuszom. Nadal zachowane są stawy przy budynku wypoczynkowym zbudowanym w 1835 r. oraz inne budynki wypoczynkowe. Pierwszy z wymienionych budynków jest jednym z najstarszych w mieście. Już XIX wieku pełnił funkcję ośrodka wypoczynkowego, a dzięki czerpaniu wody z odkrytego w pobliżu źródła Wolfganga i Karla, zakład ten stał się zakładem balneoklimatycznym. Współcześnie budynki wykorzystywane są przez liceum ekonomiczne i dom dziecka.